# Infodrom
Infodrom je nova informativna oddaja za otroke, ki jo predvajajo na programu TV Slovenija 1
Ideja za oddajo Infodrom je nastala zaradi tega, ker otroci v odraslem dnevniku niso razumeli skoraj nič. Zato se je ekipa ustvarjalcev odločila, da ustvari oddajo, ki bo otroke zanimala. V studiu se vsak dan zamenja voditelj, ki otrokom nazorno predstavi aktualne tematike. Težje pojme in postopke predstavijo v rubriki "Podrobno pod lupo".